# 沖繩縣立藝術大學
沖繩縣立藝術大學（日语：／，英文名稱：Okinawa Prefectural University of Arts），简称沖藝大，是位于日本冲绳县的一所公立大学，建立于1986年。大學的簡稱為“沖藝”。 

## 教育和研究机构
- 美術工芸学部
  - 美術学科
    - 繪畫專攻
    - 藝術學專攻
    - 雕刻專攻

  - 設計工芸学科
    - 工藝專攻染織
    - 工藝專攻陶器
    - 設計專攻
- 音楽学部
  - 音楽学科
    - 樂器專攻管弦樂
    - 樂器專攻管打樂
    - 樂器專攻鋼琴
    - 琉球藝術專攻琉球古典音樂
    - 琉球藝術專攻琉球舞蹈組舞
    - 聲樂專業
    - 音樂學專攻作曲
    - 音樂學專攻音樂學
- 研究生院
  - 造形芸術研究科
  - 音楽芸術研究科
  - 芸術文化学研究科[1]